# Mascaraneus remotus
Mascaraneus remotus là một loài nhện trong họ Theraphosidae.
Loài này thuộc chi Mascaraneus. Mascaraneus remotus được miêu tả năm 2005 bởi Gallon.